# Куповина Луизијане
Луизијана је територија државе у САД коју су САД купиле од Француске 1803. за 15 милиона долара. Укључујући камате, САД су на крају платиле 23.213.568 долара. Ова куповина је САД отворила приступ Пацифику, због чега представља један од важних догађаја у историји САД и историје уопште у последња два века.

## Позадина
Економско стање америчких досељеника који су се од времена револуције кретали преко Апалчких планина ка долини Мисисипија, зависило је од извоза низводно речним системом Охајо-Мисисипи у Мексички залив. Ово је био једини практичан начин да се нађе тржиште за велику производњу, али трговину је отежавало присуство Шпанаца. Они су поседовали област западно од Мисисипија, Њу Орлеанс и појас који се протезао дуж источног залива, обухватајући јужне делове данашњих држава Мисисипи и Алабама и целу данашњу Флориду. Од 1795. Сједињене Америчке Државе су имале право да превозе робу бродовима кроз Њу Орлеанс и да је држе у овој луци пре но што извезу, али након 1800. овај пословни однос је доведен у опасност.
Шпанија је 1800. уступила Француској Луизијану у замену за ратне бродове и територију у Италији. Луизијана је била огромна област западно од реке Мисисипи, која се протезала на север и северозапад до канадске границе и Стеновитих планина. Луизијана се простирала на територији од отприлике два милиона квадратних километара, и са 35.000 становника. Француска је сањала о успостављању свог царства у Новом свету, а Луизијана би била извор снадбевања за Западноиндијска острва богата шећером. Неколико година касније овај сан Француза се распршио.
Од деведесетих година XVIII века на острву Санто Доминго владала је побуна. Робови, који су сматрали да и они треба да добију свој удео у слободи, братству и једнакости, дигли су се против својих господара и током неколико година после 1800. су, предвођени великим вођом Тусеном Лувертиром одолевали напорима Француза да поврате контролу. Жута грозница је покосила француску војску и 1803. Наполеон је био спреман да прекине, спречи даље губитке и повуче се из сложене ситуације у Новом свету.

## Преговори
Иако Француска 1800. није преузела Луизијану од Шпаније, 1801. су гласине о промени власника допрле до Сједињених Држава и већ 1802. Томас Џеферсон је знао да ће уместо слабе Шпаније контролу над америчким излазима на Мексичком заливу држати Наполеонова Француска. Овај страх је порастао у јесен 1802. с вешћу да је обустављено право на држање робе у Њу Орлеансу. Мада је овај корак предузела Шпанија, природно је што се претпостављало да је за то одговорна Француска.
САД су тражила начин да ставе под своју контролу пловидбу Мисисипијем. Становништво западног дела Сједињених Држава тражило је рат и заузимање Њу Орлеанса. Да би избегао војну акцију Томас Џеферсон је одлучио да покуша да купи прилаз у Мексички залив. Џејмс Монро је 1803. послат у Француску где се придружио америчком министру Роберту Ливингстону, с тим да за САД купи бар Њу Орлеанс, а ако је могуће и Флориду. Ништа није речено о великој области Луизијане, иако је Џеферсон у то време недвосмислено показао заинтересованост за ову област пославши Луиса и Кларка да испитају сав запад до Тихог океана.
У Француској, Наполеон је одлучио да прода целу Луизијану. С друге стране, Француска је имала потребу да се отараси ове колоније коју је добила од Шпаније само две године раније путем Споразума из Илдефонса (Луизијана је била шпанска колонија од 1762. године), с обзиром да је Хаити прогласио независност од Француске што је онемогућавало Француској да обезбеди добру одбрану Луизијане од могуће инвазије Британаца.  Наполеон се онда одлучио да прода колонију САД јер није хтео да ризикује да је изгуби од Енглеза. Године 1803. он није желео да шаље још једну војску на Санто Доминго. Било је јасно да ће се ускоро обновити рат против Енглеске (Енглеска је у мају објавила рат), Наполеон је био потребан новац за европске ратне походе и није могао да брани Њу Орлеанс од британске флоте.
Иако су амерички изасланици били овлашћени да потроше највише 10.000.000 долара за Њу Орлеанс и Флориду, пристали су да плате 15.000.000 долара за Њу Орлеанс и целу територију Луизијане, а Флорида уопште није поменута. Када је Томас Џеферсон чуо вест, стрепео је због уставности ове трговине, али га је влада убедила да не тражи уставни амандман. Територија САД је готово удвостручена и створен је основ за ширење на запад ка Тихом океану.
Иако новац који су САД дале није био велики, за младу земљу каква је тада била САД, то је био повећи издатак (чак су морале да се задуже), али се ипак ова куповина сматра најрентабилнијом пословном трансакцијом у историји.